# からん
『からん』は、木村紺による日本の漫画作品。高校女子柔道を題材とした群像劇である。『月刊アフタヌーン』（講談社）2008年5月号から2011年6月号にかけて連載された。単行本は全7巻。

## 概要
お嬢様学校と言われる女子高校に有る弱小柔道部での主人公達の交流を中心に、部活以外の学生生活及び校外での生活も通してそれぞれの生活や思惑が交錯していく様子を描く。
主人公達が通う高校など主要な舞台は京都だが、作者によると意識的に改変している部分もあるという。これは物語を描く動機に多感な時期を京都の洛東地域で過ごしたことが大きな影響を及ぼしているためとのこと。地下鉄東西線の開通によって廃止となった、京阪京津線路面区間の緻密な描写も鉄道ファンにとっては特筆すべき点である。
主人公達が通う望月女学院高校は南禅寺（特に大寂門）に近いことが作中からうかがえることから、南禅寺の北に位置する東山中学・高等学校が立地的モデルと推察できる。また、主人公達が所属する柔道部の道場は明治村にある無声堂をモデルにしている。

## あらすじ
春、京都。伝統と規律高い校風を誇るお嬢様学校、左京区にある私立望月女学院高校に入学した高瀬雅。中学時代には柔道で44 kg以下級京都2位に入る実力の持ち主である高瀬は、同級生となった九条京など、クラスの他の新入生数名に柔道部への入部を持ちかける。高瀬以外は未経験者だったが、練習見学を経て4名が入部することに。 
同校の柔道部は部員も少ない弱小だが、前年度のインターハイで48 kg以下級ベスト4の記録を残した3年生の大石萌がひとり抜きん出た実力で主将を務めていた。高瀬は入部早々大石に挑み、実力をアピールする。一方で2年生の金春千成は、学年も体重別も下である高瀬に完膚無きまでに実力差を見せつけられた上、練習後には未経験者の九条から挑発とも取れる言動を受け、1年生、とりわけ高瀬と九条に対して強い対抗心を燃やし、かたくなな態度を取るようになる。

## 登場人物

### 柔道部員
高瀬 雅（たかせ みやび）
1年葵組。162 cm・46 kg。醍醐北中学出身。
明朗快活で陽気な熱血少女だが、鋭い観察眼と巧みなコミュニケーション能力も併せ持ち、周囲の事を考えて冷静な行動もできるという、年齢に見合わぬ「食えない性格」の持ち主。九条ら1年生初心者が柔道部へ入部するように導いた。中学時代には44 kg以下級で京都2位に入った実績を持ち、部内でも大石に次ぐ実力の持ち主。説明好きで、自分の練習の空き時間には初心者である1年生に対する指導を理論解説を交えて効果的に行っている。黒帯は中学時代に取得しており初段。クラスでは学級委員を務める。理事長の高瀬螢生の姪にあたるが、縁者であることは口止めされており、公になれば退学になると螢生から言い渡されている。小浜によると容姿も行動も若い頃の螢生に似ているとのこと。遠くの物を見るときなどは時々眼鏡をかける。
九条 京（くじょう みやこ）
1年葵組。138 cm・38 kg。御陵中学出身。
初心者で体格も小さいが、体力測定では高瀬を超える跳躍力や敏捷性を記録するなど身体能力は高く、高瀬や大石からも素質があると見られている。新学期の初練習で高瀬が柔道をする姿に魅入られ、他の同級生と共に入部。しかし、金春に対して放った言葉が元となり練習中に締め落とされてしまう。以来、打倒金春を目標として高瀬に教えを乞い練習に励む。自らの負けを認めようとせず、酸素欠乏症になってチアノーゼの症状が現れてもなお練習目標達成にこだわりを見せる等、勝利に対して異常な執着を見せる。比嘉曰く小・中といつも1人で周囲から浮いており、感情をあらわにする所も見たことがないとのこと。京舞の渡部流を習っており、舞妓修行中である描写が有る。舞妓名は雛菊（ひなぎく）。クラスでは高瀬と共に学級委員を務める。合格発表の日に理事長室に呼び出され、入学式では外部入学者ながら新入生代表を務めた。祇園甲部の屋形「円山」で暮らす。
比嘉 聖（ひが ひじり）
1年葵組。155 cm・55 kg。御陵中学出身。
柔道初心者。天然パーマで頭が鳥の巣のようであることを大石に何度も揶揄されている。柔道に限らず様々な面で行動がどんくさい。高瀬とは合格発表の日に出会って憧れを持つようになり、彼女と九条のことを度々気にかけている。喘息を患っているため、望月女学院OGの母親からは部活どころか体育も休むように言われており、柔道部に入ったことは隠している。山科区在住。
穂積 喫（ほづみ のり）
1年葵組。168 cm・67 kg。望月女学院中学出身。
1年生部員唯一の内部進学者。自前の柔道着を持っているが、柔道自体は初心者。高い身長にコンプレックスがあり、非常に内気であがり症な性格と相まって比嘉の陰を中心として常に何かに隠れている。左京区の望月女学院下白川第二寮で中学生のルームメイトと共に暮らす。
金春 千成（かなはる ちな）
2年生。158 cm・61 kg。
黒帯保持者だが、大石の見立てでは黒帯を取得してから伸び悩んでいる。新学期初日の練習で下級生の高瀬に負け、更に九条から言葉で追い打ちをかけられたことでプライドを砕かれ、以後高瀬と九条を中心とした1年生に対してかたくなな態度を取り続け、初心者である九条を組手中に手加減なく締め落としてしまう。大石に憧れているが、自分を負かした高瀬が大石に認められ、自分が得られなかった評価を入部したばかりの高瀬が得ていることに嫉妬混じりの複雑な感情を抱いている。
中松 梅香（なかまつ うめか）
2年生。145 cm・45 kg。
大石曰く弱小である部内でも最弱。妹の桜香と共に練習を楽する方法を紹介しては大石にツッコミを入れられている。姉妹共に仲のよい金春に同調し、1年生とは距離を置く。
中松 桜香（なかまつ おうか）
2年生。145 cm・45 kg。
梅香の双子の妹。姉と同じく柔道に対してはあまりやる気がないシーンが目立ち、実力も変わらない。放課奉仕活動をきっかけに高瀬ら1年生との距離を縮める。
大石 萌（おおいし めぐみ）
3年生。157 cm・55 kg。主将。今池中学出身。
前年度のインターハイで2年生ながら全て一本勝ちで48 kg以下級ベスト4に入り、今年の優勝候補。力に物を言わせた攻撃的なスタイルで得意技の袖釣り込み腰は超高校級とされ、立ち技（投げ技、特に担ぎ技）のスペシャリスト。高瀬の見立てでは本物のトップアスリート。言動は豪放磊落で性格も大雑把な面や男気溢れる様子が目立つが虫は苦手。柔道部自体は自分が大会に出場するための道具と考えているが、主将としての役割はないがしろにせず抜きん出た実力を背景に厳しく部員達を指導する。初心者に対しては高瀬が焦って止めようとするほど性急なスケジュールで指導するが、教授方法自体は豪快な性格とは裏腹に丁寧。スポーツ特待生。大阪市西成区在住。
吉見 百（よしみ もも）
3年生。160 cm・54 kg。副主将。望月中学出身。
柔道は弱く、3年だが白帯。父は百貨店の社長、祖父は電鉄グループの総帥という正真正銘のお嬢様だが、育ちや性格の対照的な大石とは仲がよく、常に行動を共にして大石の世話を見る。優しくおっとりした性格で、暴走する大石のストッパー役に回ることも多いが、罰ゲームが用意されるなど自らに累が及びそうになった際は初心者の比嘉を遠慮無く投げるシビアな面も見せる。螢生と雅の関係を知っているかのようなそぶりを見せる。

### 柔道部以外の生徒
次田 芹菜（つぎた せりな）
1年葵組。
内部進学者で、中学時代は生徒会長と卒業生代表を務め、成績も優秀な優等生だが、共に外部入学者で奔放な高瀬とリハーサルでは自分だった新入生代表を務めた九条に冷たく当たるなど、堅苦しく他人に対して厳しい面が見られる。高瀬の行動を不審に思って観察している。

### 望月女学院関係者
高瀬 螢生（たかせ けいき）
理事長。
雅の叔母。笑顔でいることが多いが水面下では何かを画策している様子が窺え、合格発表当日に雅と九条を同席させず別々に理事長室に呼ぶ。雅に対しては柔道部の長期的展望を問いかけたり、結果を出す限りは物も融通すると発言するなど柔道部を変えようと企んでいる。望月女学院OGであり、教師も務めた。小浜とは学生時代の先輩後輩の間柄。
小浜 道子（おばま みちこ）
1年葵組担任。学年主任。柔道部顧問。
雅たちのクラスの担任で担当教科は保健体育。柔道部顧問だが柔道は素人。髪型、言葉遣い共に男性的で奔放すぎる雅や大石に対しては度々怒っており、更に螢生が学院施設を私物化していることについて心配を、自らの企みに自分たちを巻き込む気満々なことについては苦々しく思っている。喫煙者であり、よく理事長室で一服している。螢生は学生時代の後輩にあたる。
宇賀神 聖子（うがじん せいこ）
教導部主任。学院の風紀を保つことに全身全霊を捧げ、校則違反を厳しく取り締まる、学院の生徒たちにとっては「最も怖い」人。
校則違反者を見つけると、たとえ遠距離からでも「ズゥムズゥム」という重々しい足音とともに出現・接近し、「説教!」の叫びとともに厳しい指導を行う。その指導は、たとえレプリカの制服を着た他校生に対してであっても「望月の名を貶める行為は許さない」との名目の下、学院内外を問わず、極めて厳しく行われる。
特に、髪を脱色している者には非常に厳しく、常に「超強力白髪染め汁『ザ・インフィニティ・オブ・ザ・ブラック』」という染毛剤を持ち歩き、違反者を見つけると「永遠の撫子色に戻す」べく、場所も状況も関係なく振り掛けるという暴挙に出る。
実は、14歳の頃に、ツッパリになった友人から「コーラで髪を洗って脱色しないとパツキンになれない」と言われ、それがある種のトラウマとなり、厳しい生活指導をするようになってしまった。
指導時の姿や表情は阿修羅さながらのすさまじいもので、生徒たちからは「ウガジンガー」とまで呼ばれ、恐れられている。

### その他の登場人物
全て単行本第0話に登場。学年は作品現時点に合わせる。

#### 高瀬雅の関係者
高瀬 保（たかせ たもつ）
関東英生会病院外科病棟勤務の医師。
静馬 克明（しずま かつあき）
有限会社ヒューマンプロダクツ勤務で保の友人。

#### 九条京の関係者
渡部 君代（わたべ きみよ）
京舞渡部流宗家で九条の師匠。元々は安曇流を学んでいたが独立した。芸に対しては鬼と言われる程厳しく、吉見曰く京都の花街で知らない人間はいないという人物。また、市長選挙で現市長のために様々な根回しをするなど政界にも顔が利く。

#### 東都賢人会高校
大岡 草子（おおおか そうこ）
東都賢人会高校2年。
我妻 千亜紀（あづま ちあき）
東都賢人会高校2年。

## 単行本
- 木村紺『からん』 講談社〈アフタヌーンKC〉、全7巻
  1. 2008年10月23日発行。ISBN 978-4063145359
  2. 2009年5月22日発行。ISBN 978-4063145632
  3. 2009年11月20日発行。ISBN 978-4063106091
  4. 2010年3月23日発行。ISBN 978-4063106466
  5. 2010年10月22日発行。ISBN 978-4063107036
  6. 2011年4月22日発行。ISBN 978-4063107456
  7. 2011年8月23日発行。ISBN 978-4063107616
最終巻（7巻）には71Pの描き下ろしあり。